# Apatelodes amaryllis
Apatelodes amaryllis is een vlinder uit de familie van de Apatelodidae. De wetenschappelijke naam van de soort is voor het eerst geldig gepubliceerd door Harrison Gray Dyar.